# Ngbaka (peuple)
Pour les articles homonymes, voir Ngbaka.
Les Ngbaka sont une population d'Afrique centrale. C'est l'un des principaux groupes installés entre la rivière Oubangui et le milieu du fleuve Congo, au Nord-Ouest de la République démocratique du Congo. Ils appartiennent au grand groupe linguistique Bangala.

## Ethnonymie
Selon les sources et le contexte, on observe les formes suivantes : Bouaka, Bwaka, Gbaka, Gmbwaga, Gwaka, Limba, Ma'ba, Mbacca, Mbaka, Minangende, Nbaka, Ngabaka, Ngbaka-Ma'bo, Ngbakas.

## Histoire
Ils pratiquaient la culture sur brûlis, la chasse et la pêche, précédées d'un sacrifice aux ancêtres. Jusqu'au début du XXe siècle ils s'abritaient derrière des fortifications.

## Population
Leur nombre est estimé à 400 000. Les Ngbaka restent avant tout des agriculteurs. Parmi leurs voisins les plus proches figurent les Ngbandi, les Ngombe, les Ngata, les Budja et les Loï.

## Culture
Les Ngbaka produisent des masques (dagara) portés à l'occasion des cérémonies d'initiation (gaza ou ganza). Les visages sont ovales, concaves, avec un nez triangulaire allongé et des rainures sur le front ou les tempes, souvent recouverts de kaolin.

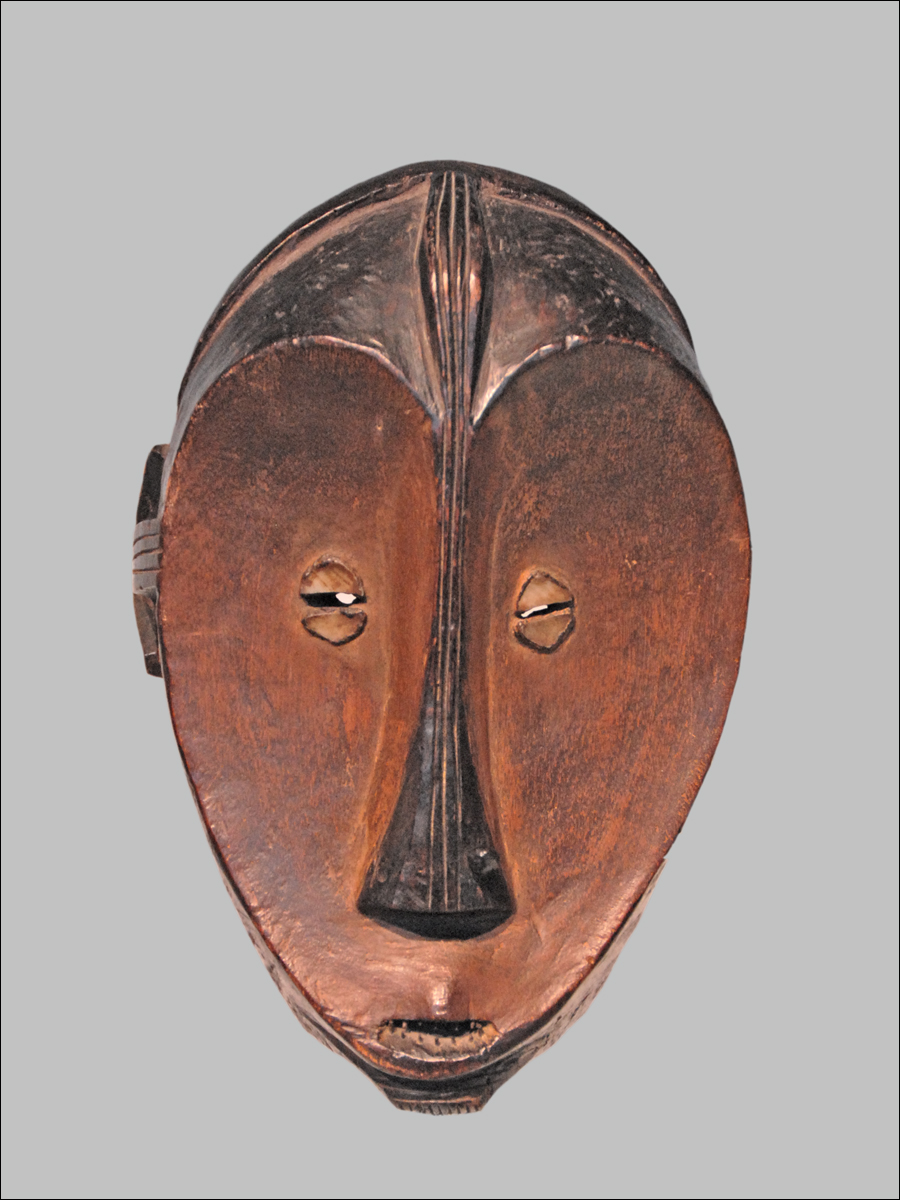
Masque facial concave
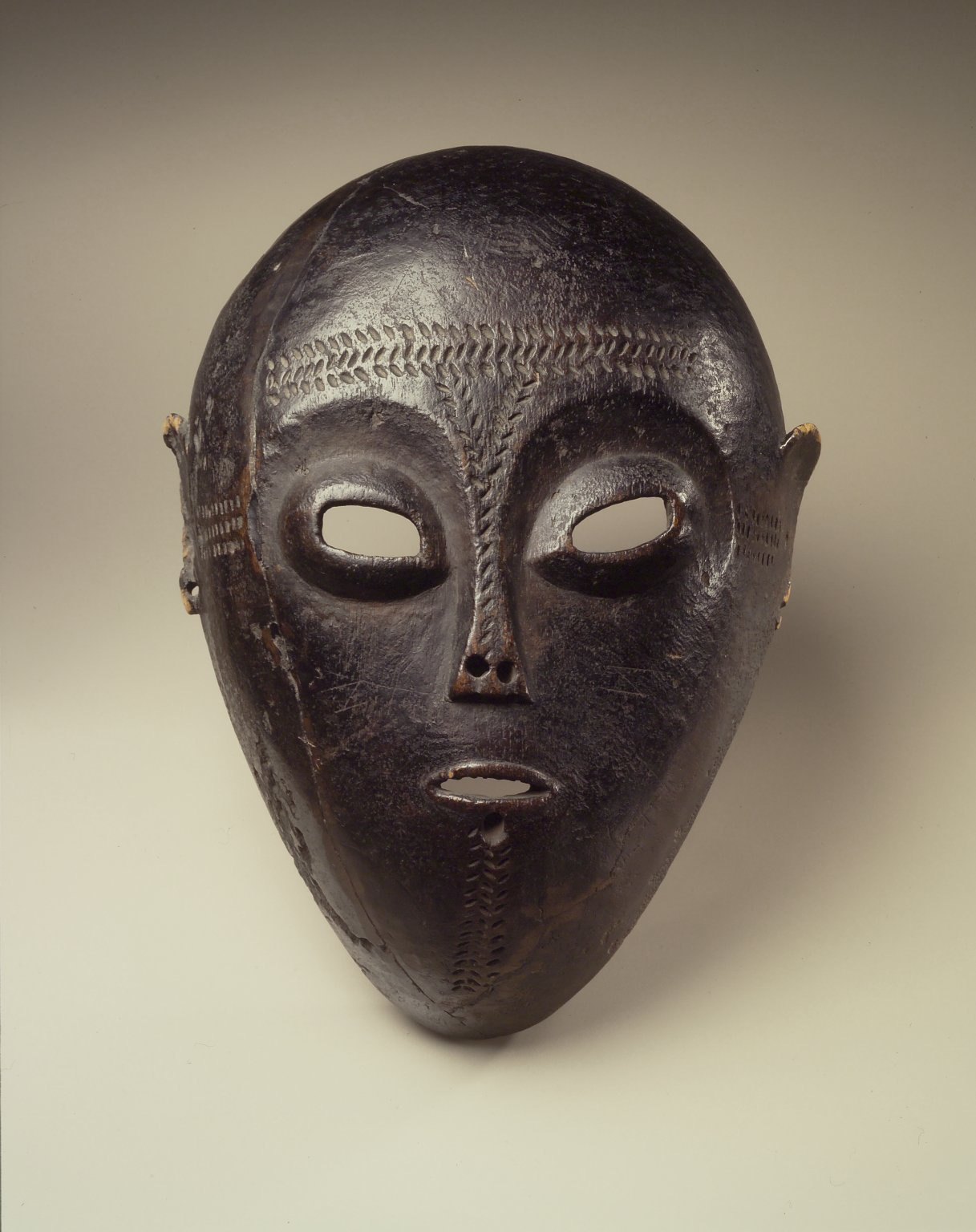
Masque ovale avec des rainures sur le front
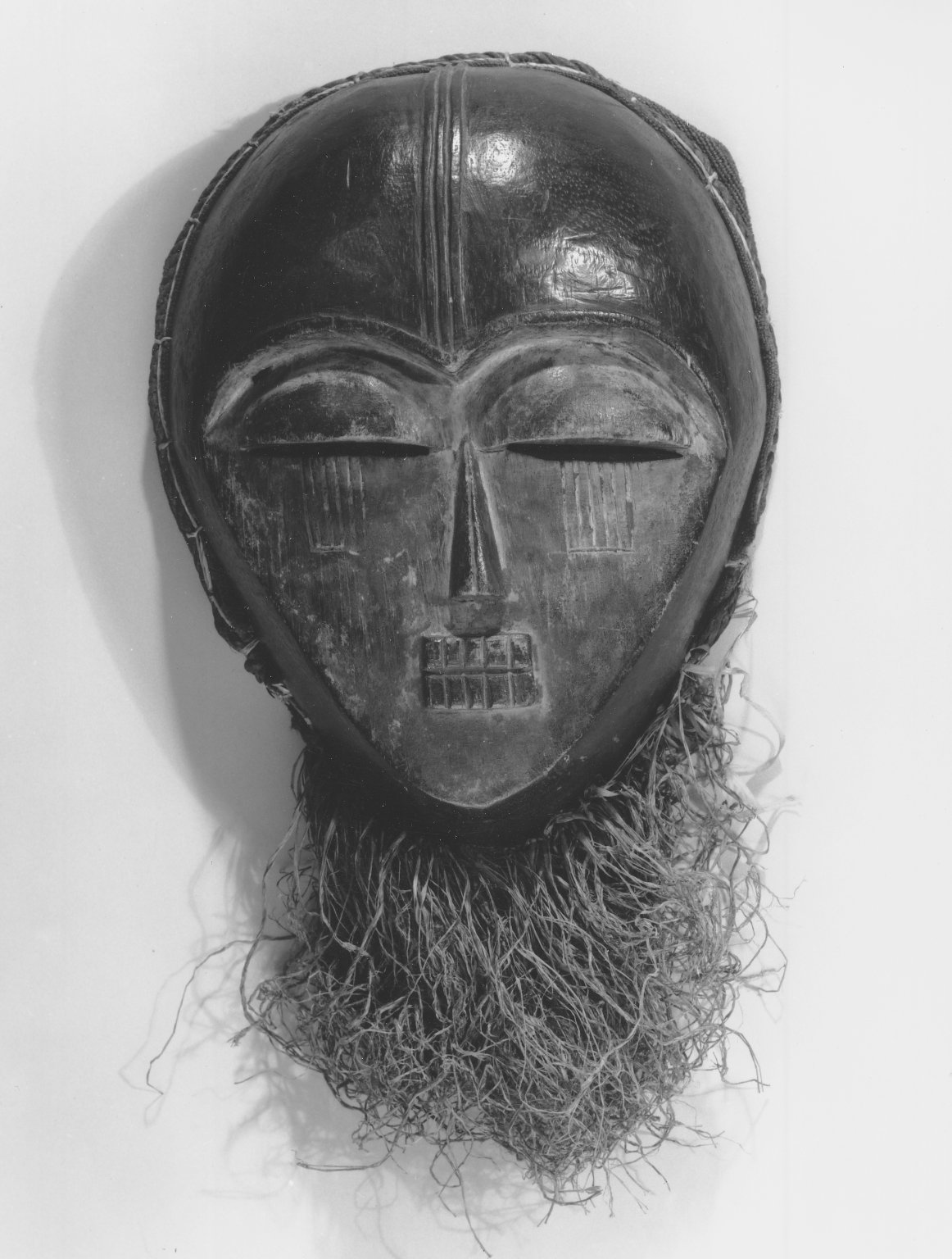
Masque à rainures sur le front et les pommettes
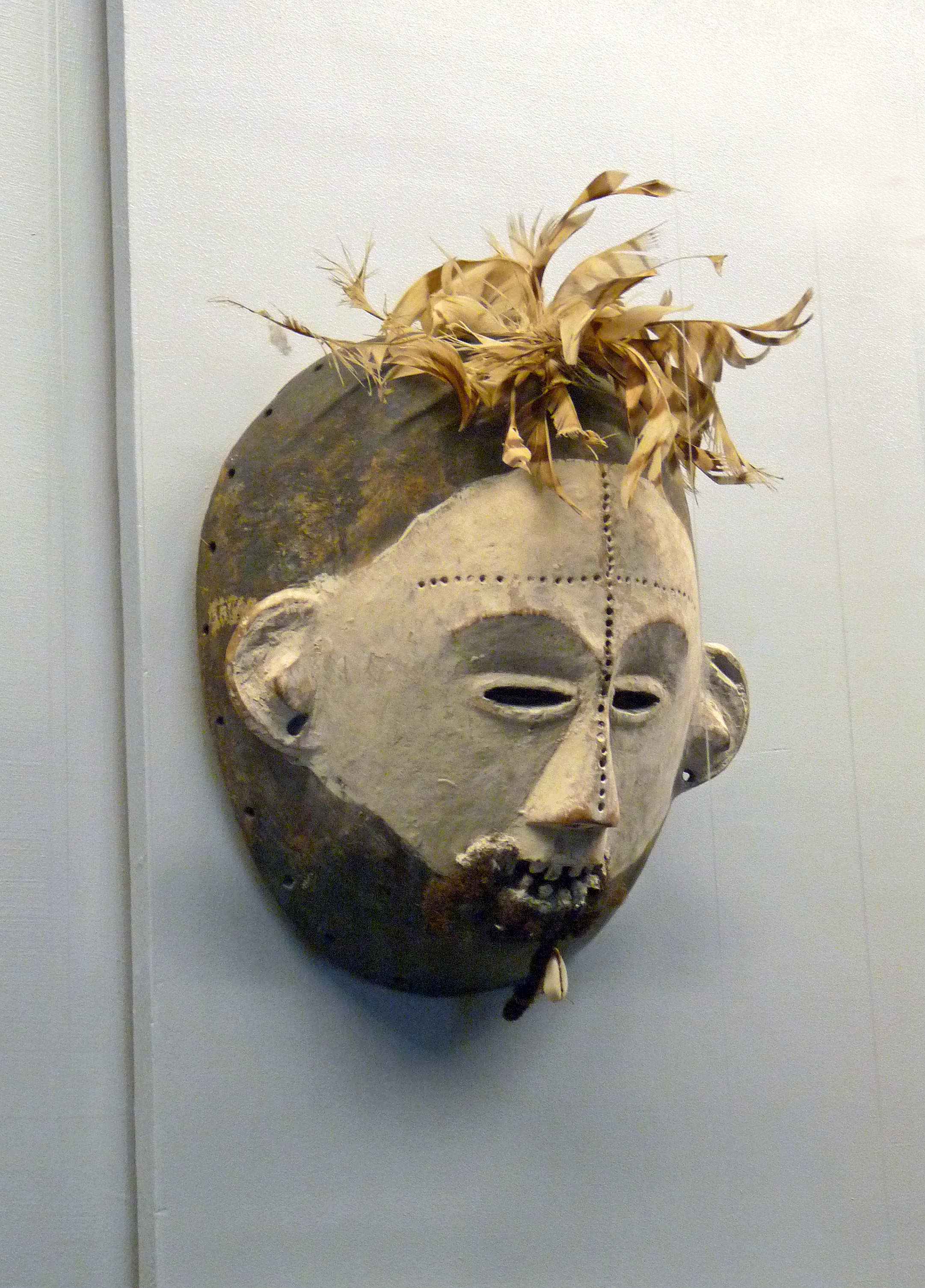
Masque recouvert de kaolin

Leurs statues peuvent être hautes, sculptées par paires. Les statues fétiches anthropomorphes ou zoomorphes sont plus petites, parfois recouvertes de pigments rouges.
Parmi les autres réalisations remarquables figurent les pipes anthropomorphes ainsi que des instruments de musique, tels que les harpes céphalomorphes ou de grands tambours à fente évoquant buffles ou antilopes.

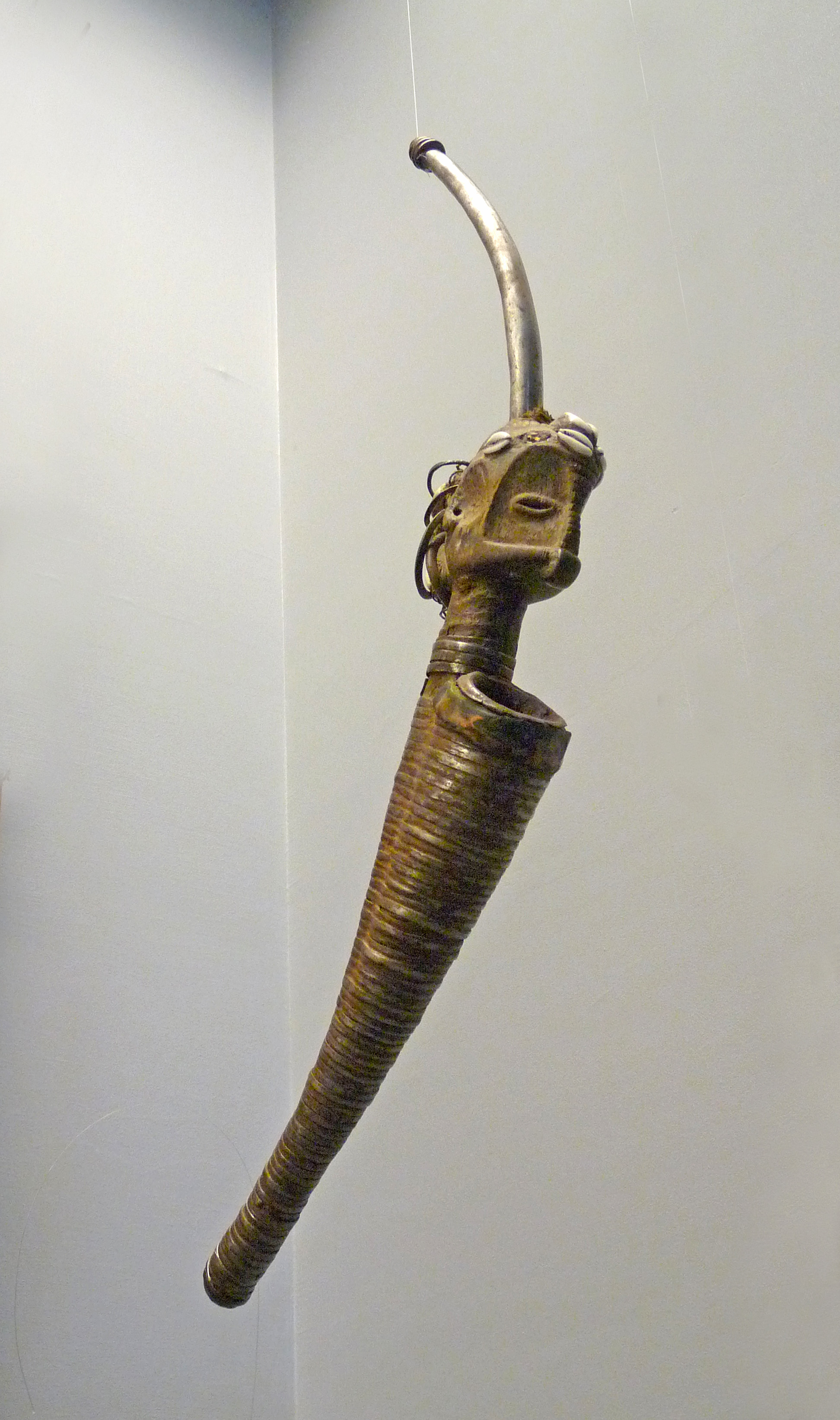
Pipe anthropomorphe
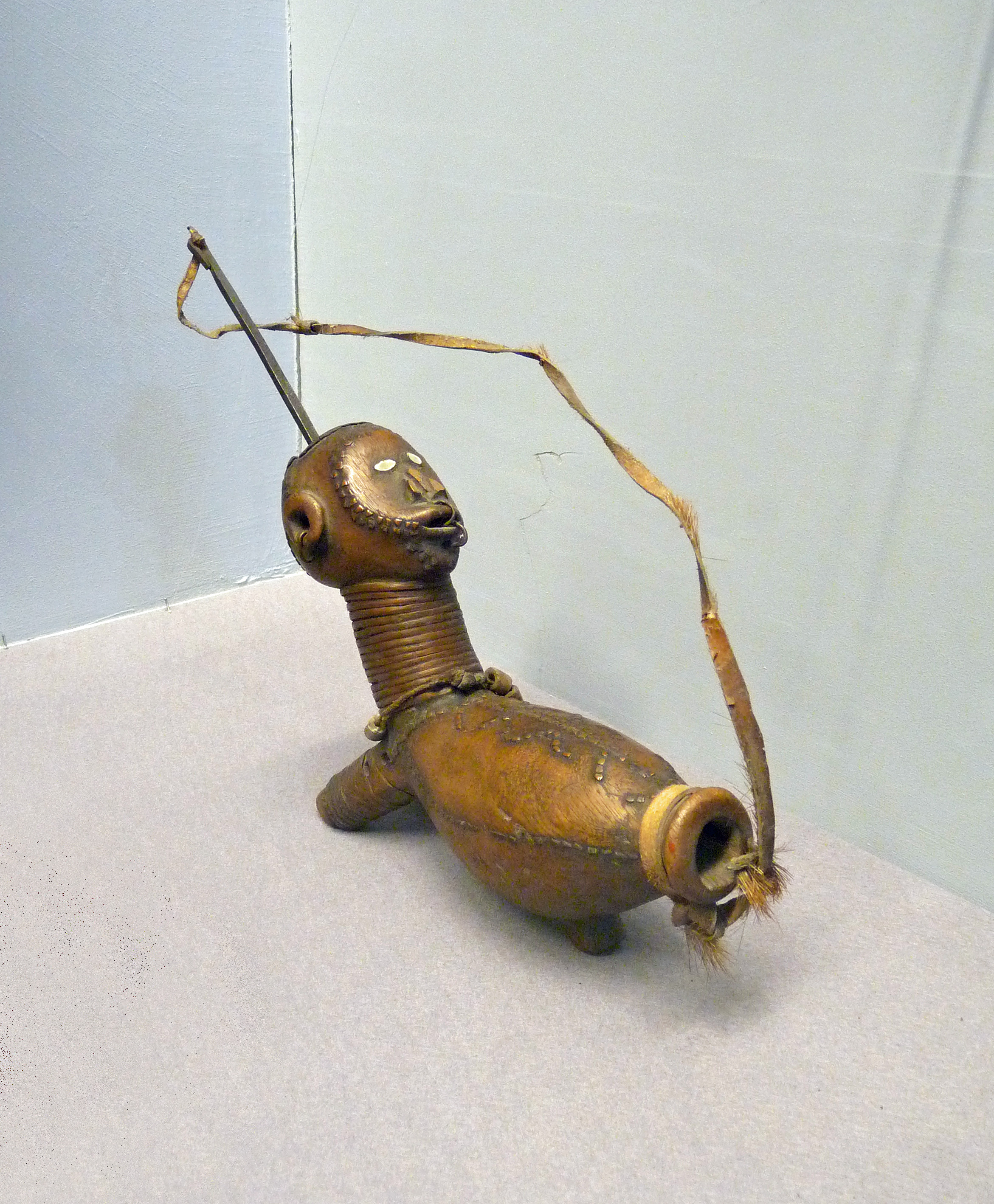
Pipe anthropomorphe
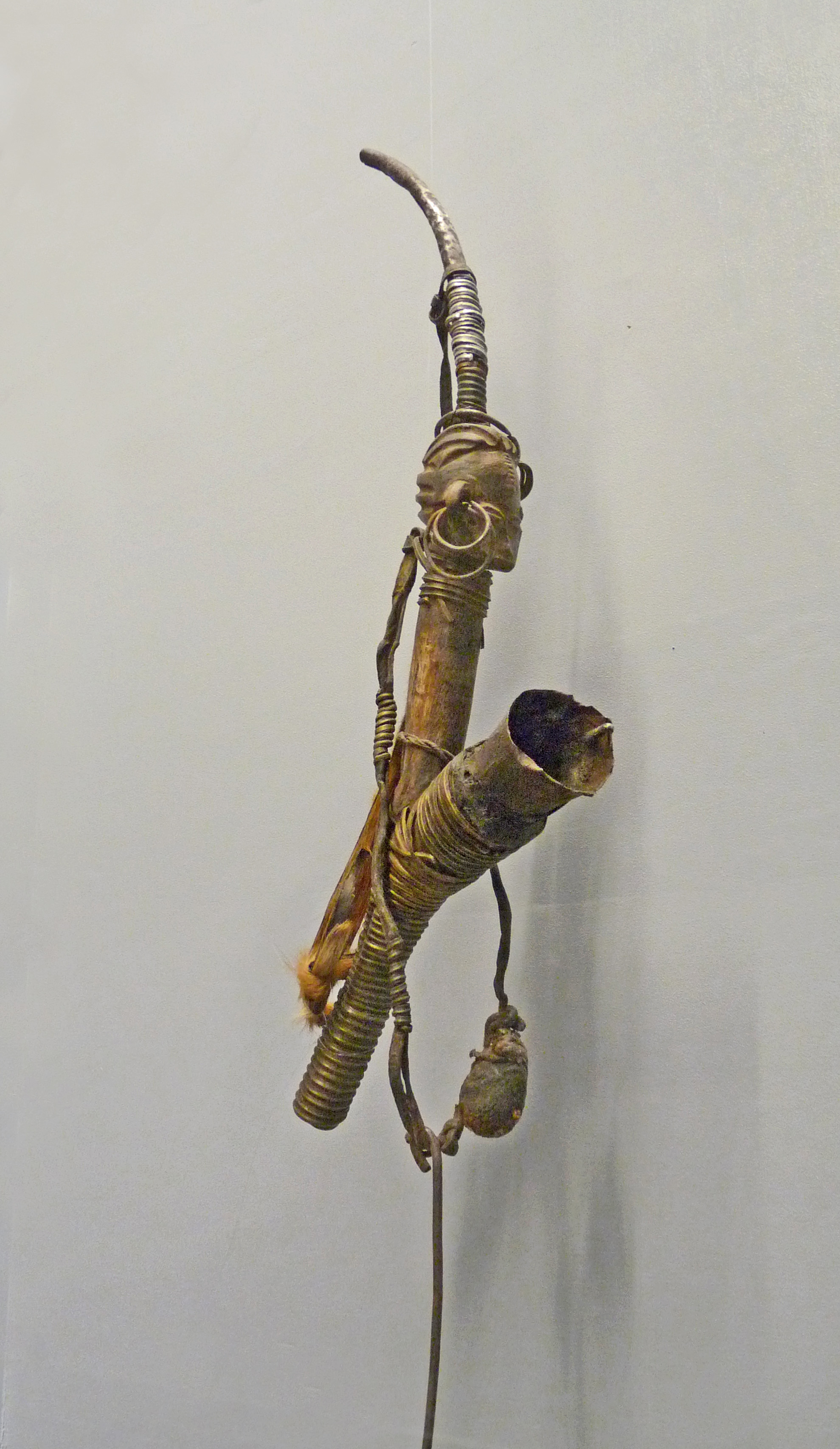
Pipe anthropomorphe
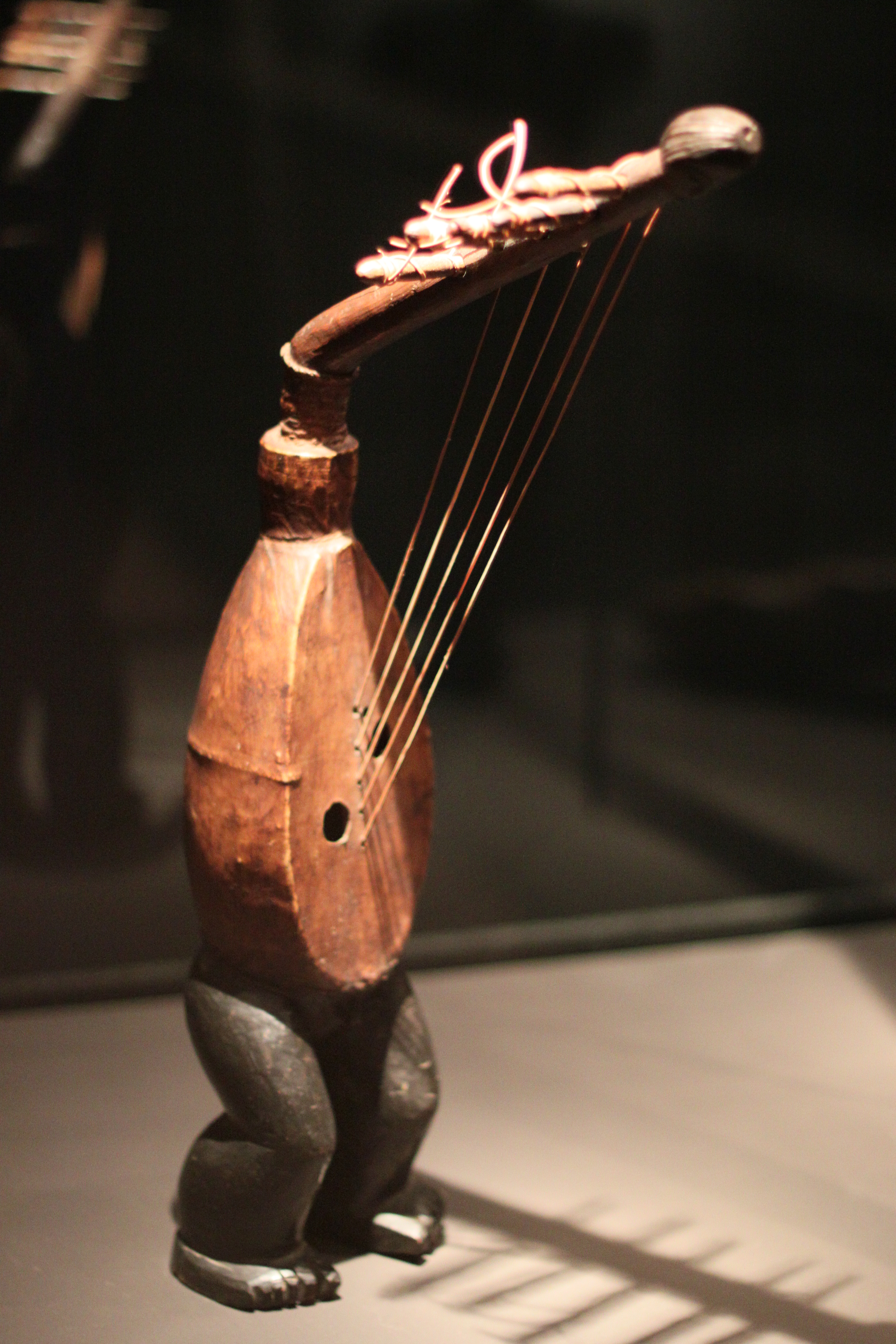
Harpe céphalomorphe

## Économie
L'économie des Ngbaka est basée essentiellement sur la chasse et la pêche, les hommes s'occupant des chasses importantes et du piégeage, et les femmes de la cueillette et de la petite pêche. Il existe aussi une agriculture vivrière assurée par les femmes.

### Filmographie
- L'Arc musical ngbaka, film documentaire de Robert Sève (Simha Arom, aut.), CNRS images, Meudon, 2009 (cop. 1970), 8 min (VHS)